# 報酬
報酬（ほうしゅう、英語: Remuneration、Employment compensation）とは、労働や物の使用などに対して支払われる金銭や物品を指す。

## 法学上の概要
類義語として給料・給与・賃金などがあるが、それぞれに含まれるものの範囲が法律によって異なる。
日本の社会保険における「報酬」とは、「賃金、給料、俸給、手当、賞与その他いかなる名称であるかを問わず、労働者が労働の対償として受けるすべてのものをいう。ただし、臨時に受けるもの及び3月を超える期間ごとに受けるものは、この限りでない」と定義される（健康保険法第3条5項）。保険料を算出するために報酬額を一定の額ごとに区分したものが標準報酬である。
従属的労働に当たらない事業所得や雑所得に該当する報酬も多岐に亘り存在する（外交員や検針人・集金人報酬、医師の診療報酬、委託報酬、士業報酬、芸能人の出演料など）。
株式会社の取締役（従業員を兼務している場合）については、取締役としての職務執行（取締役と会社との関係は「委任」であり民法の適用がある。会社法第330条）の対価として受ける金品は「報酬」であるが、従業員としての労務（「労働者」として労働基準法の適用がある）に対して支払われるものは「賃金」となる。
士業種（弁護士、司法書士、行政書士、税理士、不動産鑑定士）では、国家資格に基づく業務の報酬体系として、基準報酬と実費等で構成されている。さらに弁護士においては、成功報酬と類似した解決報酬が規定されている。 

### 設計士等の業務報酬
設計業務の報酬 (設計料)は厳密にいうと、設計家の手腕、力量・キャリア等によって評価されなければならないもので、一律に規定することにも問題があるが、以前、日本造園士会会員が業務報酬規程を設計のみの報酬料率を工事総額50万円未満の場合で工事総額の8パーセント、1,000から3,000万円の場合で7パーセント、3,000から5,000万円の場合6パーセント、50から100万円の場合5パーセント、100から500万円の場合4パーセント、500から1,000万円の場合3パーセント、と定めていた。この他監督行為、工事一般の指揮監督、現場係員の指揮、調査請負に関する事務、工事支払の調査および承認、申請または届出に要する文書の作製をなすことがある。報酬額は50万円未満で工事総額の8パーセント、以下工事総額50万円から100万円で7パーセント、100万円から500万円で6パーセント、500万円から1,000万円で工事総額の5パーセント、1,000万円から5,000万円で4パーセント、5,000万円から1億円で3パーセント、1億円を超える金額で2パーセント、監督報酬の料率を定めていた。ただし敷地測量や建設物の調査、病虫害、土壌、法規による申請、造園材料等の調査、ならびに相談監定・評価等に対しては、別途に実費がかかる。
日本の造園設計者に関する報酬は、現在では一般社団法人ランドスケープコンサルタンツ協会から、ランドスケープコンサルタント業務における標準業務・報酬積算ガイドラインが刊行されている。
建築士においては、建築士法に基づき、建築物の質の向上に寄与させるため、一定の建築物の設計・工事監理の業務については、建築士の独占業務とされており、建築士の業務報酬については、建築士法第25条の規定に基づき、建築主と建築士事務所が設計・工事監理等の契約を行う際の業務報酬の算定方法等を示している。
平成26年の建築士法改正により、建築士法第22条の3の4に「設計受託契約又は工事監理受託契約を締結しようとする者は、 業務報酬基準の考え方に準拠した委託金額で契約を締結するよう努めなければならない」 と規定されている。
建築設計、工事監理の業務報酬を算定する場合、一般的に平成31年国土交通省告示第九十八号により、この告示の第四に定められた略算法を利用している。この略算法では、標準業務内容の設計又は工事監理を行うために必要な業務人・時間数が別添三の別表に延べ面積に対応して示されている。ただしこの面積の刻み方が荒く、切の良い数値とは限らない実際の算定対象建物においては照合しにくい状況ではある。
建築以外の施設などの設計に携わる建設コンサルタントなどの報酬では、土木事業に係る設計業務等を対象に、国土交通省から毎年度改定発行される報酬基準として「設計業務等標準積算基準書」がある。
都市計画業務については、日本では一般社団法人都市計画コンサルタント協会が、業務各種の報酬算定要領を策定し図書販売を取り扱っている。
設計業務等別の業務委託料算出方法は、実費加算方法：各経費等について相当する額を下記のように個別に積み上げて算出している。
業務報酬＝直接費（直接人件費＋直接経費）＋技術経費（間接経費＋特別経費＋技術料等経費)＋消費税相当額　
直接人件費は、設計業務等に従事する技術者の人件費で、技術者単価（日額）×歩掛人工の積み上げ、で算出。
技術者単価は、技術者の職種別に基準日額（設計業務委託等技術者単価）が毎年定められている。単価の程度は、職種区分が担当業務レベルで定義されており、それに応じて単価の差異がある。 
諸経費の取り扱いについては、技術経費は直接人件費を基に率計上している。諸経費率は一定で、技術経費率は技術的な難易度に応じて、20 - 40パーセントで設定されている。
直接経費：事務用品費、旅費交通費、電子成果品作成費等、の取り扱いについては、業務委託料の積算において実費を積算して算出している。
なお、施工段階での三者会議に参加する建設コンサルタントの報酬については、直接人件費のみで支払われるケースが多く発生している。
欧米諸国では、建設コンサルタントの報酬は画一的ではなく、成功報酬、技術者単価、利益などが業務規模や難易度、技術者の能力などに基づいて柔軟に設定されている。
ドイツの場合、AHO（エンジニア協会の公式報酬体系に関する委員会で HOAI（建築家とエンジニアが提供するサービスに対する公式報酬体系） が定められ、パターン１として 【当該業務にかかる時間】×【時間単価】、により算出。諸経費の取り扱いについては、特に規定はない。技術者単価は、時間単価で、単価の程度は、業務提供者本人とそれ以外の技術作業及び製図工等に分類される。このうち、土木工事および交通施設に関する業務については、工事費の算定が可能で工事費に直接影響する業務については、報酬は工事費に対する比率で積算。工事の難易度のランクを定め、ランクごとに比率を定めている。
イギリスの場合、イギリス財務省では設計コンサルタント（建築家、土木技師、構造技師、電気技師、機械技師、公衆衛生技師、造園設計者、インテリアデザイナー）を対象に、公共サービス契約規則、調達ガイダンスを定めていて、時間あるいは日単位×稼動時間 で算出している。
技術者単価の定めはなく、コンサルタント企業が自社の給与をベースに設定している。単価の程度は、各社の従業員の等級ごとで、諸経費の取り扱いについては、オーバーヘッド+利益（2.5パーセント）となっている。
一方、イギリス道路庁では公共役務契約規則によって、時間料金×稼動時間としており、諸経費の取り扱いについては、オーバーヘッドコスト+利益（2.5パーセント）、技術者単価の定めはない。
アメリカの場合、たとえばバージニア州交通局 (VDOT) では定型業務(道路・関連施設設計業務、なお非定型業務(環境問題、ルート問題、投資問題等)は全業務の5%程度）を対象に、専用サービス発注プロセス(コンサルタント用)専用サービスの発注と管理のガイドライン(職員用) を定めている。報酬制度=費用+報酬(報酬：コンサルタント・フィーは、建設費の 6～9パーセント) で、直接経費はプロジェクト毎に予想される仕事量に応じて積算される。 技術者単価の定めはキロメーター単位であるが、インターチェンジプロジェクトと都市のプロジェクトとは人工規定が異なる。単価の程度は、内部の人間が処理した時にかかると想定される費用に基づく。諸経費の取り扱いについては、特に規定はない。
一方、米国コンサルティング・エンジニア協議会（ACEC）では公共事業における建築/エンジニアリング（コンサルタント）業務 を対象に、ブルックス法（QBSに基づく選考に関する法律）で定められている規定による。報酬算出方法（積算）は各社の業務別積算による。諸経費の取り扱いについては、報酬が建設工事見積額の6パーセントに抑えるよう規制されている。
連邦政府機関の連邦政府機関発注業務では、ブルック法に基づくQBSのほか、連邦調達規則（1997）があり、予定建設総コストの6パーセント以内のほか、州政府レベルで総建設予算の 5 - 15パーセント程度に抑えるよう規制されている。諸経費の取り扱いについては、上乗せ経費（一般に150パーセント程度）で、直接経費は利益、印刷費、事務連絡費、リース車等を積み上げで計上する。
設計変更に対する考え方については、日本では追加業務が要求され、変更契約がなされる場合、設計変更額（追加報酬）の対象となる。ドイツでは施主の都合で追加業務が要求される場合、別途報酬の対象となる。アメリカバージニア州交通局 (VDOT) では設計変更が発生して、金が足りなくなった場合には、契約額を補足。設計変更、追加業務に対して、当初契約と同じプロセスで契約。一方連邦政府機関では設計業者が提案した施工費用が政府予算を上回った場合、業者は再設計を求められ、その費用は業者が全面的に負担しなければならない。 
支払方法は原則、契約内容すべて完了が認められた段階であるが、ただし、一部の業務においては前払い金（着手金）制度が適用される場合がある。 
ドイツであると契約で要求されている業務が履行されたら直ちに支払われる。そして確認された業務に対して契約時にその他の取決めに同意がなされないケースである場合適宜、分割払いを請求することができ、直接経費は、請求書の提出時に精算される。イギリス財務省「調達ガイダンス」では時間請求、定額金、従価方式、道路庁公共役務契約規則でも時間請求、定額金、従価方式があるが時間請求で行う精算がふさわしいとしている。アメリカバージニア州交通局 (VDOT) ではコンサルタントからの請求により 1回/月、連邦政府機関では着手時：30パーセント、中間（準備）30パーセント、最終で40パーセント支払われる。
この他、ドイツで成功報酬に関する規定があり、節減費用の最高20パーセントに相当する成功報酬を、書面にて事前に同意しても良いことが例外的報酬として規定されている。また、契約の成立に関する規定でバージニア州交通局 (VDOT) ではバージニア公共事業調達法とプロジェクトの契約は、QBS法 (資質評価方式) によるとし、ドイツでは報酬は、本法が規定する報酬の上限および下限の範囲内で、本法によって契約当事者間の書面による合意で決定し、実費見積も可能としている。イギリスで財務省「調達ガイダンス」では専門家のサービスコストは、プロジェクトの終身費用の 2パーセント以下としロングリスト（1次指名企業名簿）の作成、ショートリスト（2次指名企業名簿）の作成で選抜しツーエンベロップ（2封筒、品質要素・価格要素）方式で入札させる。価格入札書より品質入札書に配点ウェイトが置かれる。作業の難易度によるが、通常は品質70パーセント、価格30パーセントが配分される。道路庁もCAT方式で毎年9月に各企業に自己評価をさせ提出させるがロングリストからツーエンベロップまで財務省とほぼ同じである。

## 心理学上の概要
条件づけにおける、正の強化刺激の別名をいう。欲望が満たされた時に得られる快の感覚のことを報酬系という。